# جوزپه بالدینی
جوزپه بالدینی (به ایتالیایی: Giuseppe Baldini) بازیکن فوتبال اهل ایتالیا است که از سال ۱۹۴۹ میلادی عضو تیم ملی فوتبال ایتالیا بوده و در ۱ بازی ملی حضور داشته‌است. او در بازی‌های ملی‌اش گلی به ثمر نرساند.
جوزپه بالدینی آخرین بازی ملی خود را در سال ۱۹۴۹ میلادی انجام داد.